# Rhaebolestes
Rhaebolestes is een geslacht van kevers uit de familie van de loopkevers (Carabidae). De wetenschappelijke naam van het geslacht is voor het eerst geldig gepubliceerd in 1903 door Sloane.

## Soorten
Het geslacht Rhaebolestes is monotypisch en omvat slechts de volgende soort:
- Rhaebolestes walkeri Sloane, 1903